# Eimsbüttel

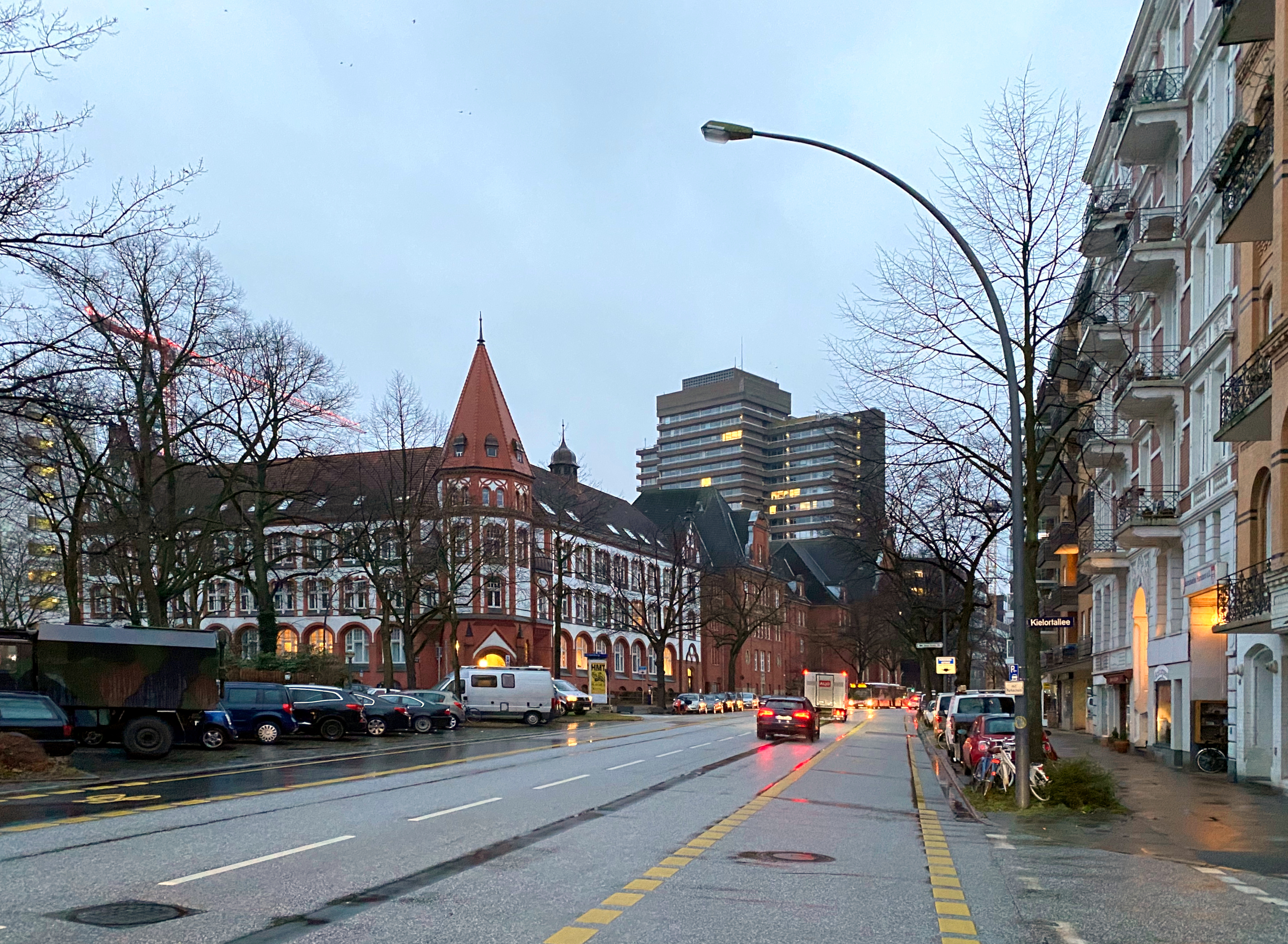
Schlump i Eimsbüttel

Eimsbüttel i Bezirk Eimsbüttel i Hamburg.

Eimsbüttel är en stadsdel i Hamburg.
Den har gett namn åt stadsdelsområdet Eimsbüttel. I stadsdelen Eimsbüttel bor cirka 57.820 invånare (2023). Eimsbüttel kännetecknas av sitt centrala läge i Hamburg och täta bebyggelse tillsammans med många grönområden. Här finns också en stor konst- och musikscen, bland annat delar av den tyska hiphopscenen med namn som Samy Deluxe. Stadsdelens centrum finns runt tunnelbanestation Osterstrasse.